# Nissan Z
Nissan Z (на японском рынке Nissan Fairlady Z) — спортивный автомобиль производства компании Nissan, представляет собой двухместное фастбэк-купе выполненное в ретро-дизайне. Автомобиль является новейшим, седьмым поколением в линии спорткаров Fairlady Z. Модель была представлена в 2021 году, как замена модели 370Z. Выпуск автомобиля начался весной 2022 года.

## Технические характеристики
Nissan Z является автомобилем передней среднемоторной, заднеприводной компоновки, соответствуя классической планировке спортивных автомобилей. По заявленным производителем данным, модель будет оснащаться трехлитровым двигателем VR30DDTT конфигурации V6 с двойным турбонаддувом, мощностью в 405 лошадиных сил (475 Нм крутящего момента). Этот же двигатель устанавливается на Infiniti Q60 Red Sport 400. Стандартная трансмиссия — шестиступенчатая МКПП, как платная опция доступна девятиступенчатая АКПП с подрулевыми рычажками управления. Пeредняя подвеска — на двойных поперечных рычагах, задняя — независимая многорычажная. Габариты автомобиля: длина — 4379 миллиметров, ширина — 1844, высота — 1316 миллиметров.

## Дизайнерское оформление
Ретро-дизайн Nissan Z сочетает стилистические решения, появлявшиеся на различных предыдущих поколениях линейки Fairlady Z. В частности, передние фары имеют округлённые очертания и снабжены дневными ходовыми огнями в форме двух дуг, по нижней и по верхней кромке каждой фары: это стилистическое решение напоминает внешний вид крытых передних фар редкой версии Nissan S30, именовавшейся 240Z G. В верхней части центральной консоли автомобиля установлены три круглых циферблата-индикатора состояния автомобиля, наподобие тех, которые появлялись на 240Z. В свою очередь, задние фонари Nissan Z вдохновлены горизонтальными узкими задними фонарями Nissan 300ZX.